# Witali Wiktorowitsch Konstantinow
Witali Wiktorowitsch Konstantinow (russisch Виталий Викторович Константинов; * 28. März 1949 in Kalmajur, Uljanowsk) ist ein ehemaliger sowjetischer Ringer. Im Fliegengewicht (griechisch-römischer Stil) gewann er 1976 an den Olympischen Sommerspielen in Montreal die Goldmedaille.

## Werdegang
Witali Konstantinow begann im Jugendalter mit dem Ringen. Nach ersten größeren Erfolgen auf nationaler Ebene wurde er zu „Dynamo“ Uljanowsk delegiert. Dort wurde er von seinem Trainer A. Winnik zu einem hervorragenden Ringer im griechisch-römischen Stil geformt. Witali war für einen Fliegengewichtler verhältnismäßig groß und wirkte durch seine langen Gliedmaßen oftmals etwas unbeholfen. Dass er das aber nicht war, bewies er 1971, als er bei der V. Völker-Spartakiade der UdSSR, die einen enorm hohen Stellenwert hatte, den 3. Platz im Fliegengewicht hinter Klim Olsojew und S. Aliew errang. Er wurde daraufhin in die sowjetische Ringer-Nationalmannschaft aufgenommen.
1972 kam Witali dann auch bereits zu seinen ersten Einsätzen bei internationalen Meisterschaften. Bei der Europameisterschaft dieses Jahres in Kattowitz gelangen ihm sechs Siege, darunter auch ein sehr bemerkenswerter über Petar Kirow aus Bulgarien, er unterlag aber im Endkampf etwas überraschend gegen Jan Michalik aus Polen und wurde deshalb „nur“ Vize-Europameister. Witali wurde trotzdem für die Olympischen Spiele des gleichen Jahres in München nominiert. Dort enttäuschte er aber sich und die sowjetischen Sportfunktionäre, denn nach einem Sieg über einen ägyptischen Ringer unterlag er gegen den Japaner Koichiro Hirayama und den Italiener Giuseppe Bognanni und landete auf dem für ihn indiskutablen 13. Platz.
Da Witali 1973 erneut sowjetischer Meister geworden war, wurde er trotz seines Versagens bei den Olympischen Spielen bei der Weltmeisterschaft in Teheran eingesetzt. Bei dieser Meisterschaft besiegte er dieses Mal zwar Koichiro Hirayama und auch den rumänischen Favoriten Nicu Gângă, verlor aber erneut gegen Jan Michalik und gewann mit dem 4. Platz wieder keine Medaille.
Im Jahre 1974 wurde Witali bei keiner internationalen Meisterschaft eingesetzt. Da er sich 1975 aber bei den sowjetischen Meisterschaften gegen Wachtang Blagidse und Kamil Fatkulin durchgesetzt hatte, konnte er vom russischen Verband bei der Nominierung für die Weltmeisterschaft in Minsk nicht übergangen werden. Witali rechtfertigte dieses Mal auch das in ihn gesetzte Vertrauen und wurde Weltmeister. Zu verdanken hatte er diesen Titel freilich dem Südkoreaner Baek Seung-hyun, der den Türken Bilal Tabur, gegen den Witali nach Punkten verloren hatte, schulterte. Gegen den Koreaner hatte Witali vorher ebenfalls einen Schultersieg erzielt.
1976 gelang Witali dann der größte Erfolg seiner Karriere, denn er wurde in Montreal Olympiasieger im Fliegengewicht. Dabei machte er die Sache aber wieder sehr spannend, denn er verlor in einem Vorrundenkampf wieder gegen Koichiro Hirayama. Da dieser aber vorzeitig ausschied, reichten Witali fünf Siege zum Gewinn der Goldmedaille. Unter den von ihm besiegten Ringern war wieder Nicu Gângă und der Ludwigshafener Rolf Krauß.
Nach seinem Olympiasieg startete Witali zunächst bei keinen internationalen Meisterschaften mehr. 1980 unternahm er aber ein Comeback und wurde bei der Europameisterschaft dieses Jahres in Prievidza im Bantamgewicht eingesetzt. Auch bei dieser Meisterschaft verlor er wieder einen Kampf, nämlich den gegen den bundesdeutschen Meister Pasquale Passarelli. Da Passarelli aber vor Erreichen der Endrunde ausscheiden musste und Witali seine fünf anderen Kämpfe gewann, wurde er Europameister. Trotz dieses Erfolges wurde Witali bei den Olympischen Spielen in Moskau nicht eingesetzt. Er musste zusehen, wie sein alter Rivale Schamil Serikow dort Olympiasieger wurde.
Danach beendete Witali Konstantinow seine Ringerlaufbahn.

## Internationale Erfolge
(OS = Olympische Spiele, WM = Weltmeisterschaft, EM = Europameisterschaft, GR = griech.-röm. Stil, Fl = Fliegengewicht, Ba = Bantamgewicht, damals bis 52 kg bzw. 57 kg Körpergewicht)
- 1972, 1. Platz, Turnier in Klippan/Schweden, GR, Fl, vor Baikow, Bulgarien, Heinz Schmidt, DDR u. Ole Sörensen, Dänemark;
- 1972, 2. Platz, „Nikola-Petrow“-Turnier in Sofia, GR, Fl, hinter Petar Kirow, Bulgarien u. vor József Doncsecz, Ungarn;
- 1972, 2. Platz, EM in Kattowitz, GR, Fl, mit Siegen über Josef Hutter, Schweiz, Lajos Rácz, Ungarn, Paul Schneider, BRD, Giuseppe Bognanni, Italien, Miroslav Zeman, Tschechoslowakei u. Petar Kirow u. einer Niederlage gegen Jan Michalik, Polen;
- 1972, 1. Platz, Göteborg-Cup, GR, Ba, vor Todorow, Bulgarien u. Leppänen, Finnland;
- 1972, 13. Platz, OS in München, GR, Fl, mit einem Sieg über Abdelfattah Ibrahim, Ägypten u. Niederlagen gegen Koichiro Hirayama, Japan u. Giuseppe Bognanni;
- 1973, 4. Platz, WM in Teheran, GR, Fl, mit Siegen über Jemran Monhochir, Mongolei, Koichiro Hirayama, Nicu Gângă, Rumänien u. József Doncsecz u. einer Niederlage gegen Jan Michalik;
- 1975, 1. Platz, WM in Minsk, GR, Fl, mit Siegen über Diego Lo Brutto, Frankreich, Lajos Rácz, Haralambos Holidis, Griechenland und Baek Seung-hyun, Südkorea u. trotz einer Niederlage gegen Bilal Tabur, Türkei;
- 1976, 1. Platz, Turnier in Klippan, GR, Fl, vor Krassimir, Bulgarien u. Per Lindholm, Schweden;
- 1976, 1. Platz, „Nikola-Petrow“-Turnier in Sofia, GR, Ba, vor Stefanow, Bulgarien, Ivan Frgić, Jugoslawien, Ion Dulica, Rumänien u. Wladyslaw Pakuszewski, Polen;
- 1976, Goldmedaille, OS in München, GR, Fl, mit Siegen über Antonio Caltabiano, Italien, Nicu Gângă, Julian Mewis, Belgien, Beak Seung-Hyun u. Rolf Krauß, BRD u. trotz einer Niederlage gegen Koichiro Hirayama;
- 1978, 1. Platz, Großer Preis der BRD in Aschaffenburg, GR, Ba, vor Mihai Boțilă, Rumänien, Benni Ljungbeck, Schweden, Piotr Michalik, Polen u. Pasquale Passarelli, BRD;
- 1979, 1. Platz, „Nikola-Petrow“-Turnier in Sofia, GR, Ba, vor Mihai Boțilă, Rumänien u. Donew, Bulgarien;
- 1980, 3. Platz, Großer Preis der BRD in Aschaffenburg, GR, Ba, hinter Mihai Boțilă u. Wladyslaw Pakuszewski, Polen u. vor Benni Ljungbeck, Julian Mewis u. Pasquale Passarelli;
- 1980, 1. Platz, EM in Prievidza, GR, Ba, mit Siegen über Wladyslaw Pakuszewski, Mihai Boțilă, Árpád Sipos, Ungarn, Benni Ljungbeck u. Julian Mewis u. trotz einer Niederlage gegen Pasquale Passarelli